# 161 Athor
A 161 Athor a Naprendszer kisbolygóövében található aszteroida. James Craig Watson fedezte fel 1876. április 19-én.